# Atlanta Hawks 2011-2012
La stagione 2011-12 degli Atlanta Hawks fu la 63ª nella NBA per la franchigia.
Gli Atlanta Hawks arrivarono secondi nella Southeast Division della Eastern Conference con un record di 40-26. Nei play-off persero al primo turno con i Boston Celtics (4-1).

## Roster
| N° | Naz.                       | Ruolo | Sportivo            | Anno | Alt. | Peso |
| -- | -------------------------- | ----- | ------------------- | ---- | ---- | ---- |
| 0  | Stati Uniti (bandiera)     | G     | Jeff Teague         | 1988 | 188  | 82   |
| 1  | Stati Uniti (bandiera)     | A     | Tracy McGrady       | 1979 | 203  | 95   |
| 2  | Stati Uniti (bandiera)     | G     | Joe Johnson         | 1981 | 203  | 102  |
| 5  | Stati Uniti (bandiera)     | A     | Josh Smith          | 1985 | 206  | 102  |
| 6  | Stati Uniti (bandiera)     | G     | Kirk Hinrich        | 1981 | 191  | 86   |
| 7  | Stati Uniti (bandiera)     | G     | Jannero Pargo       | 1979 | 185  | 79   |
| 12 | Stati Uniti (bandiera)     | G     | Donald Sloan        | 1988 | 191  | 93   |
| 15 | Rep. Dominicana (bandiera) | C     | Al Horford          | 1986 | 208  | 111  |
| 24 | Stati Uniti (bandiera)     | A     | Marvin Williams     | 1986 | 206  | 104  |
| 25 | Stati Uniti (bandiera)     | C     | Erick Dampier       | 1975 | 211  | 120  |
| 27 | Georgia (bandiera)         | C     | Zaza Pachulia       | 1984 | 211  | 109  |
| 33 | Stati Uniti (bandiera)     | G     | Willie Green        | 1981 | 193  | 91   |
| 34 | Stati Uniti (bandiera)     | C     | Jason Collins       | 1978 | 213  | 116  |
| 42 | Stati Uniti (bandiera)     | GA    | Jerry Stackhouse    | 1974 | 198  | 99   |
| 44 | Stati Uniti (bandiera)     | A     | Ivan Johnson        | 1984 | 203  | 104  |
| 77 | Serbia (bandiera)          | A     | Vladimir Radmanović | 1980 | 208  | 103  |

## Staff tecnico
- Allenatore: Larry Drew
- Vice-allenatori: Lester Conner, Bob Bender, Kenny Gattison, Tyrone Hill
- Vice-allenatori per lo sviluppo dei giocatori: Pete Radulovic, Nick Van Exel
- Preparatore fisico: Chattin Hill
- Preparatore atletico: Wally Blase